# Petit ministère
Il Petit ministère (letteralmente "Piccolo governo") è stato in carica dal 24 gennaio al 10 aprile 1851, per un totale di 2 mesi e 18 giorni.

## Cronologia
- 24 gennaio 1851: dopo un voto di sfiducia contro il governo, il Presidente Bonaparte scioglie il governo Hautpoul e ne forma un secondo "filo-presidenziale" senza l'appoggio del parlamento.
- 10 aprile 1851: a seguito di un compromesso con il "Partito dell'Ordine", Bonaparte accetta la formazione di un governo di compromesso guidato da Léon Faucher.

## Consiglio dei Ministri
Il governo, composto da 9 ministri, vedeva partecipi:
| Carica                                | Titolare | Titolare                      | Partito | Mandato         | Mandato        |
| ------------------------------------- | -------- | ----------------------------- | ------- | --------------- | -------------- |
| Presidente della Repubblica           |          | Louis-Napoléon Bonaparte      | –       | 24 gennaio 1851 | 10 aprile 1851 |
| Primo Ministro de facto               |          | Carica vacante                | –       | 24 gennaio 1851 | 10 aprile 1851 |
|                                       |          |                               |         |                 |                |
| Ministro degli Affari Esteri          |          | Anatole Brénier de Renaudière | –       | 24 gennaio 1851 | 10 aprile 1851 |
| Ministro degli Interni                |          | Claude-Marius Vaïsse          | –       | 24 gennaio 1851 | 10 aprile 1851 |
| Ministro della Guerra                 |          | Jacques Louis Randon          | –       | 24 gennaio 1851 | 10 aprile 1851 |
| Ministro della Giustizia              |          | Ernest de Royer               | –       | 24 gennaio 1851 | 10 aprile 1851 |
| Ministro delle Finanze                |          | Charles Le Bègue de Germiny   | –       | 24 gennaio 1851 | 10 aprile 1851 |
| Ministro dei Lavori Pubblici          |          | Pierre Magne                  | Destra  | 24 gennaio 1851 | 10 aprile 1851 |
| Ministro della Pubblica Istruzione    |          | Charles Giraud                | –       | 24 gennaio 1851 | 10 aprile 1851 |
| Ministro della Marina e Colonie       |          | Auguste-Nicolas Vaillant      | –       | 24 gennaio 1851 | 10 aprile 1851 |
| Ministro dell'Agricoltura e Commercio |          | Eugène Schneider              | –       | 24 gennaio 1851 | 10 aprile 1851 |